# Andromeda Linux
Az Andromeda Linux egy biztonságos, egyedi megjelenésű Ubuntu alapú disztribúció, gyökereit tekintve a Debian alapú rendszerek családjába tartozik.

## Jellemzői
- A panelre alapból integrálva van többek között a Gnome Menu, a Global Menu és a dokk.
- Ezen kívül még néhány kiegészítő szolgáltatást is találhatunk, pl. a fájlkezelőben (Nautilus) megtalálhatjuk a kétablakos (dual-panel) kiegészítést is.
- A felhasználói felület személyre szabható, előre telepített témák alkalmazásával.
- Az Andromeda Linuxban alapból megtalálható minden olyan alkalmazás, amelyekre napjainkban egy átlagos felhasználónak szüksége lehet, emellett néhány játékprogram is.

## Telepítés/live
- A rendszer DVD-ről és penrdive-ról is gyorsan telepíthető, pendrive-ról (számítógéptől függően) akár 20 perc alatt elvégezhető.
- Természetesen Live módban is használható, ami annyit jelent, hogy a teljes rendszert DVD-ről vagy pendrive-ról futtatjuk.

## Verziók
- 2009 1.0 ALPHA 1
- 2009 1.0 ALPHA 2
- 2010 2.0 RC1
- 2010 2.0 EC2
- 2010 2.0 RC3